# 今日美术馆
今日美术馆（英語：Today Art Museum）位于北京市朝阳区百子湾路32号苹果社区4号楼。

## 简介
今日美术馆于2002年由地产商张宝全创建。此后5年靠张宝全每年投入上千万元维持。2006年7月，今日美术馆成为北京市首家在北京市民政局注册为民办非企业单位的民营美术馆。此后，该馆围绕普通参观者、会员参观者、捐赠者这三个层次，形成了一套寻找个人及企业资助的机制。2010年，该馆获得的赞助款已达3000万元人民币。
2002年由张宝全创建后，张宝全任首任馆长。2013年8月，高鹏接任执行馆长，并在2014年4月升任馆长。
该馆以“立足今天，展望未来”为理念，主要展示中国当代艺术、当代艺术流派，发掘当代年轻艺术家，并注重开展国际文化艺术交流。
截至2012年，在今日美术馆不对外开放的区域设有一个约600平方米的画库，北京城西北部还有一个2000平方米的画库，两个画库收藏有今日美术馆的5000余件藏品。